# 松下修也
松下 修也（まつした しゅうや、1929年3月6日 - 2018年5月29日）は、日本のチェロ奏者。戦後日本チェロ界の草分け的存在とされる。

## 略歴
東京府出身、東京都国分寺市在住。1946年東京音楽学校（後の東京藝術大学音楽学部）を卒業（1945年中退とする資料もある）。先輩に芥川也寸志、同級生に黛敏郎がいた。チェロを平井保三、斎藤秀雄に師事。当時は戦中後の食糧難の最中で、西洋音楽は非国民と非難されるためにチェロを持って外出するときは風呂敷で包んで隠すなど苦労を重ねた。

### 演奏家として
1949年、第18回日本音楽コンクールで1位となる。
1950年、東京交響楽団の定期演奏会でラロのチェロ協奏曲を弾いてプロデビュー（当時20歳）。1955年25歳でNHK交響楽団首席チェロ奏者に就任、1956年日本フィルハーモニー交響楽団首席チェロ奏者、1969年東京交響楽団首席チェロ奏者を歴任する。1969年よりオランダに留学。
1960年、黛敏郎作曲の「独奏チェロのための“文楽”」（大原美術館30周年を記念した委嘱作）を大原美術館にて初演した。同美術館初のギャラリーコンサートであった。また「プロムジカ弦楽四重奏団」のメンバーとして岩淵竜太郎、堀伝、江戸純子も共に演奏を行った。
1993年7月23日、北海道南西沖地震の被災者への募金を呼びかけるための、国分寺女性合唱団「コーロ・アマービレ」の記念コンサートに招聘され、北海道民謡「江差追分」などを演奏した。
1996年8月3日、宮沢賢治100周年を記念して岩手県と花巻市が企画したイベントの一環で、「賢治童話村」で岸田今日子氏の朗読を交えた演奏会を開催した。
2000年10月、大原美術館70周年を記念して、1960年の大原美術館30周年コンサートと同じ奏者（結成当初の「プロムジカ弦楽四重奏団」メンバー）・同じ曲目で再現された。本館2階のメーンギャラリーで、ベートーヴェン弦楽四重奏曲「ラズモフスキー第1番」、黛敏郎「文楽」、矢代秋雄「ピアノ・ソナタ」が300人の聴衆を前にして演奏された。
2002年10月、東京・四ツ谷の紀尾井ホールにて開催された「グレート・マスターズ」コンサートに参加。日本のクラシック草創期を支え、今なお現役という70代から90代の演奏家11人の1人として選ばれ、バイオリニストの松本善三やピアノの寺西昭子と競演した。
2005年5月17日には、神戸国際会議場メインホールで開催された、インターナショナル チェロ コングレス イン 神戸 2005「グランドコンサート I 」に、倉田澄子、フィリップ・ミュレール、斎藤建寛、アルト・ノラス、山崎伸子、チョン・キョンファらと共に参加した。　
2006年には、国分寺市本町の早稲田実業学校に完成した「日本の宇宙開発発祥の地」の記念碑の落成式で、記念演奏会を開催した。ペンシルロケットを開発した糸川英夫教授に月2回約50年間に亘ってチェロを教えたのが松下修也である所以で依頼されたものであった(当時77歳）。娘の松下修子もチェロ奏者であり、ときおり親子で競演している。

### 指導者として
1965-1969年洗足学園大学講師に就任。1966-1969年愛知県立芸術大学、1970年東京藝術大学講師、1978年くらしき作陽大学教授を務めた。1992年よりくらしき作陽大学名誉教授。
2003年くらしき作陽大学を退官。同年3月20日にはくらしき作陽大学聖徳殿にて退官記念コンサートが開催され、演奏の合間に同氏の業績をたどりながら戦後日本の音楽史を紹介する講義も行われた。くらしき作陽大学では前身の作陽音楽大学の時期を含めより24年間教鞭を取った。日本音楽コンクールの審査員も務めた。2006年より、笠岡チェロアンサンブルコンテストの審査委員長に就任（第2回-第6回）。フェリース・ソニード・ストリングス（アマチュアオーケストラ）の結団時（昭和59年）より音楽監督をしている、過去には指揮者も務めた。門下生も大西彩子、中村康乃理、糸川英夫、大島純、井伊準ら、多数存在する。2018年5月29日、心不全のために死去。

## 受賞歴
- 1949年 第18回日本音楽コンクールチェロ部門第1位[2]
- 1954年 毎日音楽賞受賞[2]
- 1962年 第13回芸術奨励文部大臣賞[2] [29]
- 1964年 毎日芸術賞受賞（プロムジカ弦楽四重奏団）[2][30]
- 1964年 文化庁芸術選奨受賞（プロムジカ弦楽四重奏団）[2][30]

## プロムジカ弦楽四重奏団について
1953年に当時のNHK交響楽団コンサートマスターである岩淵竜太郎の主宰で結成された室内合奏団。岩淵竜太郎（第1バイオリン）、武内智子（第2バイオリン）、小橋行雄（ビオラ）、松下修也（チェロ）が初期メンバー。3年後に桐朋学園大学を卒業したばかりの堀伝（第2バイオリン）、江戸純子（ビオラ）が加入した。1963年、「プロムジカ弦楽四重奏団」の設立10周年を迎えてベートーベンの弦楽四重奏曲全曲演奏を行い、1964年に毎日芸術賞と芸術選奨を受賞した。

## 特記事項
- シューベルトの「死と乙女」（マーラー編曲）を日本初演で指揮した。
- 熊本県八代市に長年月1回レッスンのために通っており、13年目となる2005年8月7日には同市の教え子でつくる「松下修也八代後援会」（野崎陽子代表）が喜寿を記念して、八代ロイヤルホテルにて記念演奏会を開催した[9][31]。
- 還暦を迎えたのを機に、老人施設などでのボランティアコンサートも始めている[5]。
- 趣味は易学 絵画鑑賞[2]。
- 自身が初演した黛敏郎氏の独奏チェロのための「文楽」は、たびたび同氏のコンサートで演奏されるが、その他にも現代曲から日本の民謡集まで、さまざまなジャンルの作品をレパートリーとした[32]。
- 2019年6月12日、大分県大分市のアートプラザにて、「松下修也先生を偲んで」という追悼コンサートが開催された。NHK交響楽団首席チェロ奏者の藤森亮一が招かれ、かつての門下生が集った[33]。

## ディスコグラフィ
- 宗像和:セロ弾きのゴーシュ ／ 蜘蛛の糸　岸田今日子(語り)　レコード・カセット[2]
- 宗像和:セロ弾きのゴーシュ ／ 蜘蛛の糸　岸田今日子(語り)　CD（新規録音）[34]
- ふるさとの調べ「チェロがうたう日本の民謡」[2]（石川皓也編曲、ビクター）
- 竹取物語[2] （音楽之友社、宗像和作曲、松下チェロ、結城美栄子語り、CD 1999年）ダイキサウンド(株) ASIN: B001BBJTG8

## 著書
- 『チェロがうたう日本民謡曲集』（音楽之友社）[2]ISBN 978-4276477322